# 邱锡钧
邱锡钧（1936年—），男，福建上杭人，中国核物理学家，曾任中国科学院上海原子核研究所研究员、博士生导师。